# سالیوت ۷ (فیلم)
سالیوت ۷ (روسی: Салют 7) یک فیلم‌ شاهکار محصول ۲۰۱۷ روسیه به کارگردانی کلیم شیپنکو و نویسندگی الکسی سامولیوتوف است، در این فیلم ولادیمیر ودوویچنکوف و پاول درویانکو بازی می کنند. داستان آن بر اساس مأموریت سایوز تی۱۳ در سال ۱۹۸۵، بخشی از برنامه فضایی سالیوت توسط اتحاد جماهیر شوروی سوسیالیستی است. این اولین بار در تاریخ بود که یک ایستگاه فضایی مرده در فضا تعمیر شد و دوباره به کار افتاد.
فیلم سالیوت ۷ در سال ۲۰۱۸ جایزه عقاب طلایی برای بهترین فیلم و بهترین تدوین فیلم را دریافت کرد، همچنین جایزه نیکا برای بهترین فیلمبرداری و بهترین فیلم بلند.

## داستان
ایستگاه فضایی سالیوت متعلق به کشور روسیه است و ناگهان از کار افتاده، این جسم سنگین قادر است ۳ ماه خود را در مدار نگه دارد اما پس از آن سقوط خواهد کرد. به همین دلیل سازمان فضایی به سرعت گروهی دو نفره متشکل از مهندس سازنده سالیوت و بهترین فضانورد خود را به ایستگاه اعزام می‌کند. این گروه در همان لحظه ورود متوجه جسمی می شوند که مانع به کار افتادن صفحه‌های خورشیدی  و در نتیجه قطع برق است اما مجبورند، ابتدا آب و یخ موجود در ایستگاه را جمع‌آوری کنند. تصادفاً قطرات آب وارد سفینه شده و موجب آتش سوزی و وخیم‌تر شدن اوضاع می شود. فرمانده سازمان فضایی دستور می‌دهد ...

## تولید
ایده این فیلم که بر اساس رویدادهای واقعی برای نجات ایستگاه مداری سالیوت ۷ ساخته شده، متعلق به الکسی سامولتوف، روزنامه‌نگار تلویزیونی متخصص در مسائل فضایی است. به گفته باکور باکورادزه، تهیه‌کننده، نویسندگان فیلمنامه به خاطرات ویکتور ساوینیخ تکیه کرده‌اند که به تفصیل در مورد کل سفر اکتشافی صحبت می‌کند، اما «برای کسی که ظرافت‌های موضوع فضا را نمی‌داند، درک همه جزئیات دشوار است. بنابراین، برخی چیزها باید ساده‌سازی می‌شدند و برخی، برعکس، تقویت می‌شدند و برای درک ما تطبیق داده می‌شدند.» به همین دلایل، نام شخصیت‌های اصلی تغییر یافته است.
نویسندگان فیلم مطالبی را انتخاب کردند که به آنها اجازه می‌داد به واقعیت‌ها وفادار بمانند. مشاوران، فضانوردان سرگئی کریکالف و الکساندر لازوتکین، رئیس روسکاسموس، ایگور کوماروف و متخصصانی از شرکت موشک و فضای SP Korolev، Energia (شرکت) بودند.
یک غرفه تیراندازی ویژه در حومه سن پترزبورگ واقع شده بود، زیرا محل لنفیلم قادر به جای دادن همه موارد مورد نیاز نبود. یک کپی از TsUP و مرکز آموزش فضانوردی با مدل‌های در اندازه واقعی Salyut-7 و Soyuz T-13 ایجاد شد. شرکت‌های شرکت دولتی «Roscosmos» - OAO Rocket and Space Corporation «Energia» و FGBU «موسسه تحقیقاتی مرکز آموزش فضانوردی یوری گاگارین» - تجهیزات فیلمبرداری را که قبلاً در فضا بازدید شده بودند، فراهم کردند.

سرگئی آستاخوف، که نه تنها به عنوان فیلمبردار، بلکه به عنوان استاد تکنیک‌های دشوار فیلمبرداری نیز شناخته می‌شود، برای طراحی و کنترل دستگاه‌های پیچیده فیلمبرداری دعوت شد. در این پروژه، او اپراتور صحنه‌های فضایی و مهندس کل بخش فناوری فیلمبرداری بود. برای هر فریم، سیستم‌های فیلمبرداری مخصوص به خود توسعه داده شد، از سیستم تعلیق و روش‌های نصب مختلف برای نمایش واقع‌گرایانه تعامل با اشیاء در جاذبه صفر و اطمینان از انتقال روان به انیمیشن کامپیوتری استفاده شد.

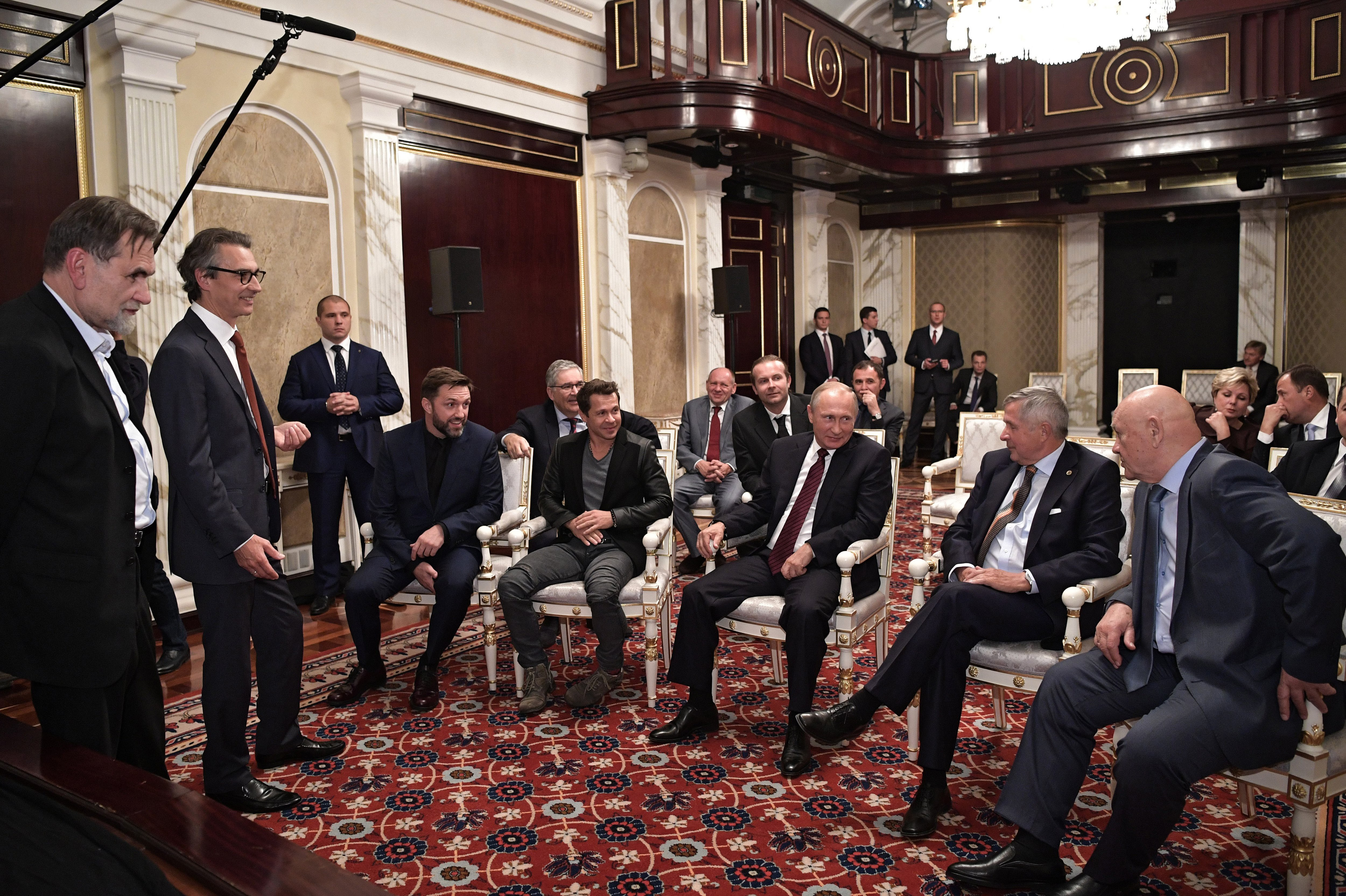
سازندگان فیلم و نمونه‌های اولیه شخصیت‌های اصلی در دیدار با ولادیمیر پوتین، ۴ اکتبر ۲۰۱۷.

برای تحمل بارهایی تقریباً مانند فضانوردان واقعی، بازیگران تحت تمرینات بدنی جدی قرار گرفتند. فیلمبرداری چندین ماه با فشار بدنی زیاد به طول انجامید. روز کاری ۱۲ ساعت بود و ۹۰٪ از دوره فیلمبرداری با "معلق ماندن" در به اصطلاح جاذبه صفر اشغال شد. در صحنه فیلمبرداری، بازیگران با استفاده از کابل‌های مخصوص حرکت می‌کردند. برای درک چگونگی حرکت در حالت بی‌وزنی، نحوه رفتار بدن، لازم بود بی‌وزنی را احساس کنید. در یک تمرین ویژه، هواپیمای ایلیوشین ایل-۷۶ ده بار تا ارتفاع چند هزار متری بالا رفت و ناگهان از پارابولا پایین رفت، در حالی که بی‌وزنی به مدت ۲۶ ثانیه ظاهر شد.

## بازخورد
فیلم سالیوت ۷ در وب‌سایت جمع‌آوری نظرات راتن تومیتوز، بر اساس ۱۳ نقد، امتیاز ۱۰۰٪ و میانگین امتیاز ۶.۸۳ از ۱۰ را کسب کرده است.